# Tristan Tzara
Tristan Tzara (Moineşti, 16. travnja 1896. – Pariz, 25. prosinca 1963.), rumunjski pjesnik i esejist, značajna karika u francuskoj književnosti.
Rodio se u mjestu Moineşti, Bacäu, Rumunjska, u obitelji rumunjskih Židova. Pravo ime bilo mu je Sami Rosenstock. Kao mladić naprednih pogleda, otišao je u Pariz gdje u četvrti Montparnasse postaje dio zajednice avangardnih umjetnika. Prve radove objavljuje dok još traje Prvi svjetski rat (1916. i 1918. godine), a glavno djelo, "Sedam manifesta dadaizma", objavljuje 1924. godine. Time je on postao vođa avangardnog pokreta imenom dadaizam.
Prema jednoj teoriji, dadaizam je dobio ime po riječi dada što je zapravo riječ "Da,da" na rumunjskome. No, prema drugom izvoru, Tristan je izabrao riječ dada iz francusko-njemačkog rječnika. Tamo riječ dada označava dječju igračku u obliku drvenog konjića za njihanje. Iz dadaizma proizašao je nadrealizam. Taj pokret čine Andre Breton, Louis Aragon, Philippe Soupault, i drugi.
Kasnije postaje lirski pjesnik, pristupačan ljudima. Objavljuje niz zbirki poput "Otprilike čovjek", "Govoriti sam" i druge.
Francuska komunistička partija postaje institucija kojoj se priključuje umoran od nihilizma i uništavanja. Kad je izbio Drugi svjetski rat, priključio se francuskom Pokretu otpora. Iz Partije je istupio 1956. godine, prosvjedujući na taj način za sovjetsko gušenje Mađarske revolucije. Umro je na Božić 1963. godine te je pokopan na groblju Montparnasse.